# 요네미쓰 다쓰히로
요네미쓰 다쓰히로(일본어: 米満 達弘, 1986년 8월 5일~)는 일본의 레슬링 선수이다. 2012년 하계 올림픽에서 남자 자유형 라이트급 금메달을 획득했다.